# Byramangala, Ramanagara
Byramangala là một làng thuộc tehsil Ramanagara, huyện Ramanagara, bang Karnataka, Ấn Độ.